# Лемар, Тома
Тома́ Бенуа́ Лема́р (фр. Thomas Benoît Lemar; род. 12 ноября 1995, Бэ-Мао, Гваделупа, Франция) — французский футболист гваделупского происхождения, полузащитник клуба «Атлетико Мадрид», выступающий на правах аренды за каталонскую «Жирону». Чемпион мира 2018 года.

## Клубная карьера
Тома Лемар начинал играть в футбол в малоизвестных клубах Гваделупы из родного города Бэ-Мао. В 15 лет вместе с другими уроженцами этого департамента перебрался на континент, присоединившись к академии «Кана». Преодолев все категории подготовки молодежи, в марте 2013 года подписал профессиональный контракт, получив футболку с 22 номером.
2 августа 2013 года в матче против «Дижона» он дебютировал в Лиге 2. До конца сезона принял участие в 7 встречах, а его клуб поднялся в элитный дивизион. В дебютном сезоне на высшем уровне использовался тренером в качестве игрока подмены. 25 из 31 сыгранного матча Лемар начинал на скамейке запасных, однако даже несмотря на это смог проявить себя, набрав 5 очков по системе «гол+пас». 9 августа 2014 года в поединке против «Эвиана» Лемар дебютировал в Лиге 1. 5 апреля 2015 года в матче против «Нанта» Лемар забил свой первый гол за «Кан».

### «Монако»
Летом того же года Тома перешёл в «Монако». Сумма трансфера составила 4 млн евро. По ходу дебютного сезона на «Луи II» Лемар то закреплялся в основе, то выходил на замены. 22 августа в поединке против «Тулузы» он дебютировал за монегасков, заменив во втором тайме Фареса Балули. В этом же поединке Лемар забил свой первый гол за новую команду. В матчах Лиги чемпионов против английского «Тоттенхэм Хотспур» Тома забил по голу. По итогам чемпионата хавбек имел в своем активе 5 голов и 3 результативные передачи. Летом 2016 года Лемар попал в сферу интересов «Баварии», «Атлетико» и «Манчестер Сити». Клубы предлагали за игрока 20 миллионов евро, однако наставник «монегасков» Леонарду Жардим сохранил его. В сезоне 2016/17 «Монако» прогремел на всю Европу, став полуфиналистом Лиги чемпионов, а также победителем внутреннего чемпионата. Главной ударной силой «монегасков» были юные французы, некоторым из которых едва исполнилось 18 лет. Лемар регулярно появлялся на поле и завершил сезон с 14 голами и 16 голевыми передачи во всех турнирах. Лучше всего француз проявил себя в плей-офф Лиги чемпионов, раздав четыре голевые передачи в четырёх матчах. После окончания сезона «Монако» начал массово продавать своих лидеров, пополняя бюджет сотнями миллионов евро. На Лемара претендовали «Арсенал», «Барселона», ПСЖ, «Ливерпуль» и «Манчестер Юнайтед». В конце июля вице-президент «Монако» Вадим Васильев исключил уход хавбека. Своё слово функционер сдержал, отклонив в последние дни трансферного окна щедрые предложения «Арсенала» и «Ливерпуля». По данным некоторых источников, лондонский коллектив был готов выложить за игрока сборной Франции 100 миллионов евро. Сезон после чемпионства складывался для Лемара не столь удачно. Первым результативным действием игрок отметился лишь в третьем туре, а первый гол забил 28 октября в матче против «Бордо» (2:0).

### «Атлетико Мадрид»
30 июля 2018 года Лемар перешёл в испанский «Атлетико Мадрид». Сумма трансфера составила 65 млн евро. Контракт Лемара с «матрасниками» рассчитан на 5 лет. 15 августа в поединке за Суперкубок УЕФА против мадридского «Реала» Тома выиграл свой первый трофей с новым клубом и дебютировал за команду. 20 августа в матче против «Валенсии» он дебютировал в Ла Лиге. 22 сентября в поединке против «Хетафе» Тома сделал «дубль», забив свои первые голы за «Атлетико Мадрид».

## Карьера в сборной
В 2012 года в составе юношеской сборной Франции Лемар принял участие в юношеском чемпионате Европы в Словении. На турнире он сыграл в матчах против команд Исландии, Грузии и Германии. В поединке против грузин Тома забил гол.
15 ноября в товарищеском матче против сборной Кот-д’Ивуара Лемар дебютировал за сборную Франции, заменив получившего травму Адриана Рабьо. 31 августа 2017 года в отборочном матче чемпионата мира 2018 против сборной Нидерландов Тома сделал «дубль», забив свои первые голы за национальную команду.
В 2018 году Лемар выиграл чемпионат мира в России. На турнире он сыграл в матче против команды Дании

### Голы за сборную Франции
| #   | Дата            | Место                            | Противник  | Результат | Счёт | Соревнование                     |
| --- | --------------- | -------------------------------- | ---------- | --------- | ---- | -------------------------------- |
| 01. | 31 августа 2017 | Стад де Франс, Сен-Дени, Франция | Нидерланды | 2:0       | 4:0  | Чемпионат мира 2018 квалификация |
| 02. | 31 августа 2017 | Стад де Франс, Сен-Дени, Франция | Нидерланды | 3:0       | 4:0  | Чемпионат мира 2018 квалификация |
| 03. | 23 марта 2018   | Стад де Франс, Сен-Дени, Франция | Колумбия   | 3:0       | 3:2  | Товарищеский матч                |
| 04. | 2 июня 2019     | Божуар, Нант, Франция            | Боливия    | 1:0       | 2:0  | Товарищеский матч                |

## Достижения

### Командные
«Монако»
- Чемпион Франции: 2016/17

«Атлетико Мадрид»
- Чемпион Испании: 2020/21
- Обладатель Суперкубка УЕФА: 2018

Сборная Франции
- Чемпион мира: 2018

### Личные
- Кавалер ордена Почётного легиона: 2018[26]